# Оуен Патерсон
Оуен Вільям Патерсон (англ. Owen William Paterson; нар. 24 червня 1956, Вітчерч, Англія) — британський політик-консерватор. Член Палати громад з 1997 до 2021 року. З 2010 по 2012 був міністром з питань Північної Ірландії, з 2012 по 2014 — міністром охорони навколишнього середовища, продовольства і сільських справ в уряді Девіда Кемерона.

## Життєпис
Він закінчив Кембриджський університет та продовжив навчання в Університеті Нортгемптона.

З 1979 року працював у British Leather Company, у 1993 році обійняв посаду керуючого директора. З 1996 року — президент Асоціації європейських дубильників.
У 1997 році вперше обраний як консерватор у Палату громад від округу Північний Шропшир і пізніше послідовно переобирався.
У парламенті належав до євроскептикам, входив до групи прихильників Маргарет Тетчер — Conservative Way Forward і No Turning Back, спеціально займався питаннями сільського господарства. Наприкінці 1997 року обіймав посаду парламентського організатора. Підтримав Іана Данкана Сміта у боротьбі за лідерство в партії і в 2001 році став його парламентським приватним секретарем, а в листопаді 2003 року Майкл Говард призначив Патерсона молодшим тіньовим міністром господарства..
У 2007 році обійняв у тіньовому кабінеті консерваторів посаду тіньового міністра у справах Північної Ірландії..
11 травня 2010 року Девід Кемерон сформував за підсумками парламентських виборів 6 травня 2010 року Коаліційний уряд Ліберально-демократичної партій, в якому Патерсон отримав портфель міністра у справах Північної Ірландії.
4 вересня 2012 року Кемерон здійснив перестановки в кабінеті, зробивши тринадцять нових призначень, у тому числі перемістивши Патерсона в крісло міністра довкілля, продовольства та сільського господарства.
15 липня 2014 року Девід Кемерон зробив нові перестановки в уряді, в результаті яких новим міністром довкілля стала Ліз Трасс, а Патерсон не отримав жодного призначення.
Після відставки Патерсон заснував аналітичний центр UK 2020, з яким був пов'язаний скандал 2016 року — будучи президентом і одним з двох директорів організації, Патерсон здійснював ділові поїздки по всьому світу за рахунок фірми, не розкриваючи її спонсорів. Оскільки він залишався депутатом парламенту, від нього вимагали оприлюднити ці дані.

## Особисте життя
У 1980 році Патерсон одружився з Роуз Рідлі, сестрою віконту Рідлі.